# Prakopauka
Prakopauka (biał. Пракопаўка; ros. Прокоповка, Prokopowka; pol. hist. Prokopówka) – wieś na Białorusi, w obwodzie homelskim, w rejonie homelskim, w sielsowiecie Czaracianka, nad Cieruchą.
W XIX i w początkach XX w. położona była w Rosji, w guberni mohylewskiej, w powiecie homelskim. Następnie w granicach Związku Sowieckiego. Od 1991 w niepodległej Białorusi.